# 斯穆特岩
斯穆特岩（英語：Smoot Rock）是南極洲的岩石，位於瑪麗伯德地，處於斯坦菲爾德山東南面13公里的赫爾冰川源頭東面，美國地質調查局根據測量和美國海軍拍攝的空中照片繪入地圖，現時由南極條約體系管理。